# Cose della vita
"Cose della vita" (en español: Cosas de la vida) es una canción lanzada originalmente en 1993 por el músico, cantante y compositor italiano Eros Ramazzotti e incluida en su quinto álbum, Tutte storie (1993). El puesto más alto del sencillo fue el número uno en Bélgica y el número tres en España. La versión original recibió mayor atención en Argentina, Chile, México y Uruguay en el otoño de 1993, ganando una fuerte rotación televisiva. El vídeo musical que acompaña a la canción fue dirigido por Spike Lee .
La canción tuvo un renacimiento internacional a través de una versión bilingüe italiano-inglés lanzada a finales de 1997 como un dueto con la cantante estadounidense Tina Turner .Las letras adicionales en inglés fueron obra de James Ralston y la propia Tina Turner. La canción fue incluida en un álbum recopilatorio de grandes éxitos posterior de Ramazzotti titulado Eros, lanzado el 28 de octubre de 1997.

## Recepción crítica
La revista paneuropea Music & Media escribió: «La intro de «Cose della vita» (que en italiano significa «cosas de la vida») es inesperadamente rocosa, seguida de un sonido de guitarra con un toque de « spaghetti western » que da paso a una de las mejores baladas del año». El director musical, Vranz van Maaren, de Sky Radio / Bussum (Países Bajos), grabó la intro preliminar de inmediato. Dijo: «Eros es un artista fundamental para nuestro medio habitual de ACE, pero no debería volver a usar ese 'inicio rápido'. Tenemos esta hermosa canción en rotación media ahora, ya que es un nuevo disco. Dependiendo de lo que suceda, podríamos aumentar los niveles de rotación».

## "Cosas de la vida"
Como es tradición con muchos otros lanzamientos exitosos de canciones de Ramazzotti, lanzó un lanzamiento paralelo en español para los mercados latinos de España, México, América Latina y Estados Unidos titulado " Cosas de la vida ". Esa versión aparece en la versión paralela en español del álbum Tutte storie, retitulada Todo historias.

## Listas
| Lista (1993)                       | Mejor posición |
| ---------------------------------- | -------------- |
| Austria (Ö3 Austria Top 40)        | 15             |
| Bélgica (Flandes) (Ultratop 50)    | 1              |
| Europa (Eurochart Hot 100)         | 21             |
| Europa (European Hit Radio)        | 13             |
| Francia (SNEP)                     | 14             |
| Alemania (Official German Charts)  | 30             |
| Países Bajos (Dutch Top 40)        | 11             |
| Países Bajos (Mega Single Top 100) | 12             |
| Spain (PROMUSICAE)                 | 3              |
| Suecia (Sverigetopplistan)         | 15             |
| Suiza (Schweizer Hitparade)        | 7              |
| Estados Unidos (Hot Latin Songs)   | 17             |

| Chart (2013)        | Peak position |
| ------------------- | ------------- |
| Slovenia (SloTop50) | 37            |

| Lista (1993)                      | Posición |
| --------------------------------- | -------- |
| Alemania (Official German Charts) | 89       |
| Bélgica (Ultratop Flanders)       | 8        |
| Países Bajos (Dutch Top 40)       | 72       |
| Países Bajos (Single Top 100)     | 99       |
| Suiza (Schweizer Hitparade)       | 9        |

### Ventas
| Región  | Certificaciones | Certificaciones en unidades/ventas |
| ------- | --------------- | ---------------------------------- |
| Francia | —               | 140,000                            |

## Versión de Eros Ramazzotti y Tina Turner
La canción fue regrabada por Ramazzotti y la cantante y actriz estadounidense Tina Turner, y reeditada en diciembre de 1997 como sencillo del primer álbum recopilatorio de grandes éxitos de Ramazzotti, Eros (1997). Esta vez la canción fue bilingüe y retitulada " Cose della vita (No puedo dejar de pensar en ti) ". Las letras adicionales en inglés fueron obra de la propia Turner y de James Ralston. El relanzamiento estuvo acompañado de un vídeo musical filmado en septiembre de 1997,  y dirigido por Nigel Dick . 
La versión a dúo tuvo mejores resultados, alcanzando el puesto número cuatro en los Países Bajos y Alemania.
Posteriormente, Ramazzotti volvió a grabar una versión en español con la voz en inglés de Turner llamada " Cosas de la Vida – Can't Stop Thinking of You ", y una versión en vivo de la versión italiano-inglés con Tina Turner se incluyó en su álbum Live .
"Cose Della Vita (Can't Stop Thinking of You)" se ha incluido en los álbumes de grandes éxitos de Tina Turner All the Best (2004) y The Platinum Collection (2009).

### Recepción crítica
Larry Flick de Billboard escribió: «Si aún no te has unido a los millones de personas en todo el mundo que disfrutan con la suave voz italo de Ramazzotti, necesitas ponerte al día. Este tema pop con toques rockeros, de su álbum homónimo, es un buen punto de partida. Lo muestra en su faceta más magnética, revoloteando entre los ritmos nítidos y los ágiles riffs de guitarra eléctrica. La melodía en italiano ha sido traducida al inglés, lo que permite a la invitada especial Turner gemir y improvisar admirablemente. Su voz encaja a la perfección con la de Ramazzotti cuando armonizan en inglés, dejando al oyente preguntándose cuánto tiempo pasará antes de que esta estrella internacional grabe un álbum específicamente para el mercado estadounidense». 